# 神のみぞ知るセカイ
『神のみぞ知るセカイ』（かみのみぞしるセカイ、英題：The World God Only Knows）は、若木民喜による日本のラブコメディ漫画作品。ならびにその派生作品。『週刊少年サンデー』（小学館、以下「サンデー」）にて2008年19号から2014年21号まで連載された。
話数のカウントは「FLAG.●」。公式愛称は「神のみ」。「神汁」「神セカ」などとも略される。

## 概要
いわゆるギャルゲーをモチーフとしており、主人公が次々と様々なタイプの女性を口説き相手を恋に落としていくというコンセプトを持つ作品。
本作は『週刊少年サンデー』2007年32号に掲載された読み切り作品『恋して!? 神様!!』が原型となっており、一部の設定を変更した後に連載化されたものである。
作者曰く、『この世の果てで恋を唄う少女YU-NO』の影響を強く受けており、「YU-NOがなければ何も生まれなかった」と発言している。
サブタイトルは、古今東西の文学作品や音楽、テレビドラマや映画などのタイトルを捩ったものが多い。また、登場人物の名前の大半は近畿日本鉄道の駅名から取られており、後述するように近鉄とのタイアップ企画も行われた。
状況に応じて桂馬やエルシィの顔がデフォルメされ名作古典漫画のタッチになるなど、随所にちょっとしたパロディが盛り込まれている。
コミックスの累計発行部数は2014年時点で700万部以上。
連載2周年を迎えた2010年、2011年、2013年にテレビアニメ化された。また、小説も発売されている。
2014年4月15日、原作者である若木民喜のTwitterにて、連載している神のみぞ知るセカイが最終回になる事があきらかになる。
2014年9月23日から11月30日にかけて、近鉄とのタイアップにより、キャラクターを使った特製入場券の発売やフリーきっぷの発売が行われた（五位堂駅のみ利用可能日が過ぎても販売された）。
2014年12月26日、神のみLINEスタンプ発売。

## あらすじ
舞島学園高校に通う桂木桂馬は恋愛シミュレーションゲーム、いわゆる「ギャルゲー」が好きな高校生。その腕前から「落とし神」と呼ばれる彼は、ギャルゲーの登場人物である2Dの女をこよなく愛している。
そんなある日、桂馬の元に「攻略してほしい女がいる」というメールが届く。「無理なら絶対に返信しないように」という挑発的な文面に憤慨し何も考えずに返事をした途端、彼の目の前に空から1人の少女が舞い降りる。少女の名はエルシィ。地獄からはるばるやってきた悪魔だという彼女は、桂馬に「駆け魂」の捕獲を依頼する。その方法は、取り憑かれた人間を恋に落とし心のスキマを埋めること。現実の女性とは関わり合いを持ちたくない桂馬は当然断るが、先のメールに返事をしたことで悪魔との契約が成立していること、契約は解除はできず、自分とエルシィの命がかかっていることを知ると渋々承諾する。
こうして、ギャルゲー界の「落とし神」桂木桂馬の3D女性攻略が始まった。
攻略編（FLAG.1 - FLAG.113）
歩美攻略の翌日、エルシィは桂馬の「妹」としてクラスに編入してくる。人間界に逃げ出した駆け魂を全て捕まえるまで契約が続く事を告げられた桂馬は、地獄の契約もあり渋々ではあるが彼女を受け入れ、駆け魂狩りに奔走することになる。
その過程でハクアやノーラと言った他の駆け魂隊のメンバーや、幼馴染の鮎川天理と彼女に宿る「ユピテルの姉妹」の一人・ディアナと出会い、駆け魂の正体や現在の状況について理解を深めていく。
女神編 / 再攻略編（FLAG.114 - FLAG.189）
「駆け魂を封じるため、自分の姉妹を探してほしい」というディアナの頼みに渋々応じた矢先、女神・アポロを宿す桂馬のかつての攻略対象・中川かのんが地獄からの刺客に襲われ瀕死の状態に陥ってしまう。過去に攻略した女子の中に女神が宿っている可能性に行きついた桂馬は、かのんを救うべく「一週間以内に女神をすべて見つける」と決意する。
過去編 / ユピテル編（FLAG.190 - FLAG.268）
奮闘の末に全ての女神を探し出し、旧地獄の信奉者集団「正統悪魔社（ヴィンテージ）」を退けたのも束の間、桂馬の周囲で新たな異変が生じる。天理に「過去に行って女の子を救ってほしい」と唐突に告げられ、桂馬は訳も分からぬまま女神たちの手で意識を10年前の世界に飛ばされる。そこで一緒に飛ばされたエルシィと共に謎の少女・ドクロウと出会う。

## 登場人物
桂木 桂馬（かつらぎ けいま）
声 - 下野紘、小林沙苗（子供時代）
本作の主人公。私立舞島学園高校2年B組。自他共に認めるゲーマーで、ギャルゲーをこよなく愛する。その能力を見込まれ、エルシィの「協力者」として現実の女子を恋に落とし、攻略する羽目になる。
エルシィ / エリュシア・デ・ルート・イーマ
声 - 伊藤かな恵
本作のヒロイン。元は掃除係だったが人手不足から地獄の冥界法治省極東支局の「駆け魂隊」の1人となった「新悪魔」。桂馬を「協力者」として駆け魂捕獲を行う。
ハクア・ド・ロット・ヘルミニウム
声 - 早見沙織
「駆け魂隊」の討伐隊極東支部第32地区長。エルシィの学生時代の同期生で親友。
鮎川 天理（あゆかわ てんり）
声 - 名塚佳織
桂馬の幼なじみ。舞島市立美里東高校の2年生。
ディアナ
声 - 名塚佳織
天理に宿る女神「ユピテルの姉妹」の一人。
中川 かのん（なかがわ かのん）
声 - 東山奈央
桂馬のクラスメイトで、現役の新人アイドル。

## 用語

### 地獄（冥界）関連
冥界/新地獄（めいかい/しんじごく）
地上世界の裏側（的な位置）に存在し、死者の魂を浄化して天界に戻す場所。死者の魂は、死んだ場所によってそれぞれの担当地区が管理している。電力不足により、薄暗くなっている。
アルマゲマキナで地表が汚染されてしまったため、空中に岩を浮かべて地上の施設を移設して使っている。
エルシィが作る料理の食材を見ると、人間界とは異なるモンスターのような生物が棲んでいる模様。
アルマゲマキナ
300年以上前に古悪魔と新悪魔の間で勃発した地獄の覇権を巡る戦いのこと。
古悪魔が人の負の感情を増幅させエネルギーとすることによって繁栄し、最終的に天界を廃し人間界を魂の牧場とする「三界制覇」を目論んだが、それに反対する新悪魔が天界の助けを受け、ユピテルの姉妹が人柱となり旧悪魔を封印して終結した。
新悪魔（しんあくま）
エルシィやハクアら現在の地獄で暮らす悪魔たち。アルマゲマキナに勝利した後、冥界を統治している。
悪魔という割には邪悪を好まず理性や秩序を重んじるため、古悪魔と比べて力も劣る。本来の力を失って弱体化している古悪魔の魂（駆け魂）にも人間の協力無しには捕らえることが難しく、また心にスキマが生じれば簡単に駆け魂に支配されてしまう。
外見は人間とほとんど区別が付かない。名家や旧家に属する悪魔（ノーラ等）は、頭に角を持つ者もいる。
考え方も人間と共通するところが多く、羞恥心や恋愛感情を持ち合わせている。
ほとんどの悪魔は飛ぶことができないため、地獄での移動手段は船や光の道である。
作中では男性がほとんど登場しておらず、女性が圧倒的に多い。
古悪魔（ヴァイス）
「旧悪魔」・「古い悪魔」ともよばれる、過去に地獄を支配していた悪魔の一派。一般的な意味での（邪悪な）悪魔はどちらかというとこちらが近い。
アルマゲマキナに敗北し、古い地獄ごと封印された。
なお新悪魔が概ね人間に近い姿をしている者が多いのに対し、彼らの本来の姿はこの世のものとは思えぬ禍々しい化け物である。
駆け魂（かけたま）
地獄から抜け出した古悪魔の魂。身体を取り戻し再び悪事を働くべく人間界へとやって来る。人の心のスキマ（＝悩み）を隠れ場所としており、心のスキマに由来する負のエネルギーを糧としている。子供として転生するため女性に入り込む。
駆け魂に取り憑かれた女性は極端な行動に走り、無意識に悪魔の力を使い、透明化する、人格が分離して別の実体を作り出す等、現実では有り得ない現象を引き起こす。
駆け魂を捕獲するには心のスキマを埋めて心から追い出す作業「攻略」が行われる。
作中での描写から悪魔やその「協力者」、および天理のような神に憑かれた人間にしか駆け魂は視認できない。
なお駆け魂は力の付け具合によって「魂度（レベル）」が設定されており、現在はレベル4までが確認されている。エネルギーを蓄え、レベルが上がれば上がるほど本来の凶悪な姿と力に近づいていき、一定のラインを超えると半実体化し物理的な影響力までも行使出来るようになる。レベル1は逃げ出した直後で何もできないが、レベル2になると人間が駆け魂の能力を引き出し人間の得意能力として現れるようになる。レベル3では力が強まり限定的ではあるが自分の意志で能力を使うことができるようになってくる。レベル4まで育ってしまうと宿主自身で制御できずエルシィ1人の力では捕獲できないほど強くなり、拘留ビンも特殊なものが必要になってくる。
ハクア曰く、逃走中の駆け魂はハクア編終了時の段階で残り6万匹ほどいるとのこと。そのうち5匹を捕まえれば勲章物という事からも駆け魂隊の苦戦ぶりが窺える。
桂馬やエルシィはディアナとの邂逅後、彼等を本来の呼称である古悪魔（ヴァイス）と呼ぶ事が時々ある。
はぐれ魂（はぐれだま）
「かのん100%」に登場する、宿主を持たない駆け魂。かのんはこのはぐれ魂によって小学生の姿にされてしまう。
漫画版では駆け魂と異なる点として、個体ごとに名前がある・人語を話す・明確な悪意とその動機を持っているといった特徴がある。OVA版では通常の駆け魂との違いはあまり見られない。
駆け魂隊（かけたまたい）
新悪魔が駆け魂を討伐するために編成した冥界法治省の部隊。
標準装備として「駆け魂センサー」、「羽衣」を身に着けている。また地区長の場合、左腕に腕章を付けている。
主な役目は駆け魂センサーによる索敵と攻略対象の情報収集、羽衣での物質的支援および駆け魂捕獲など、協力者のサポートである。
ノーラ曰く、元々は悪魔の中でも一握りのエリートしかなる事は出来なかったが、10年前に起きた「大脱走」以降は人手不足に悩まされ、法治省に用務魔として採用されていたエルシィをも駆け魂隊として動員するほどである。
フィオーレは「駆け魂隊の真の目的は女神の拘束」と言っていたが、真相は不明。
協力者（バディー）
駆け魂を捕まえるために、悪魔と契約した人間のこと。駆け魂討伐には欠かせない存在となっている。桂馬と雪枝の契約時期がほぼ同時期なので、駆け魂隊入隊に合わせまとめて選抜される模様。
協力者は上層部によって適当に割り振られるようで、悪魔の方から選ぶことは出来ない。そのためマイペースな雪枝と組んだハクアや頭が悪い亮と組んだノーラなど、協力者に不満をもつ者も多い。
なお、エルシィの発言や作中での描写から協力者となった人間は見鬼を得るようで、駆け魂やそれらが発する邪気、その他普通の人間には見えない心霊現象を認識できるようになる。
地獄の契約（じごくのけいやく）
悪魔と協力者の間で結ばれる契約。この契約をすると契約者に悪魔と同じ首輪が巻かれ、駆け魂を捕獲できず契約を達成できなかったり、許可なく契約を破棄したりすると、契約不履行により首輪が作動し首をもぎ取ることとなる。
また契約は対等であり、協力者が死んだ場合は契約を結んでいる悪魔の首も飛ぶこととなる。これは契約破棄にかかわらず協力者が死亡した場合に履行される。悪魔が死んだ場合も契約を結んだ協力者の首は飛ぶ。
攻略（こうりゃく）
駆け魂の捕獲のために必要な女性の「心のスキマを埋めて駆け魂を追い出す」作業。桂馬だけでなく、雪枝やノーラも、この「攻略」という語を使っている。社会的な成功、病気の治癒など、心のスキマが埋まるなら何でもよく、邪魔な人間を消すなどといった過激な方法を取る者もいる。駆け魂を説得し自主的に出した事例もあるが、入り込んだ女性が子供を産めない体であるなど特殊な場合に限られる。
桂馬は女性を恋に落とす「恋愛」を用い心のスキマを埋め、駆け魂を追い出しており、ギャルゲーと同じように「攻略」と称している。
「攻略」が完了すると冥界法治省により攻略相手と目撃者を含めた関係者の記憶は修正される。ただし、修正されるのは攻略に関わった悪魔とその協力者に関してだけであり、彼らが起こしたイベントは彼らが関わらない形で事実として残っている（例：美生の場合はダンスパーティーに行った相手が桂馬のかわりの相手として最も無難な森田にすり替わっていた（無難と言ってもほんの少し不自然なので、違和感を覚えていたが））。また、記憶修正に必要なエネルギーを節約するため、重要ではない（悪魔と協力者に関する）記憶は残ってしまうことがある（例：楠の場合は遊園地に遊びに行った相手は道場の弟子たちにすり替わっていたが、桂馬が女子空手部に入部したことは覚えていた（しかし、檜編で桂馬に再会した時はまだ曖昧だった。その後桂馬に「主将」と呼ばれた時に明確に気づいた））。
なおエルシィ曰く、桂馬による攻略が終わった女性は元々持っていた心のスキマは埋められているため「前より輝いている」とのこと。
正統悪魔社（ヴィンテージ）
旧地獄を信奉する思想を持った新悪魔たちによる新地獄の違法団体。禁忌術である旧地獄の魔術を使う（ハクア曰く使えば牢獄行きぐらいではすまない）。いわば「地獄のテロ組織」。何度壊滅しても懲りずに復活する。リミュエル曰く、そういった組織の中でも特に過激な集団であるという。
駆け魂攻略に介入して古悪魔の復活を目論んだり、特殊なセンサーで「ユピテルの姉妹」を捜索・襲撃などの活動を行っている。その目的は人間界での旧地獄を復活させることであり、女神編終盤でその行動を開始するが、ユピテルの姉妹が全員覚醒したことで阻止された。
女神編終了後はエルシィによれば全員が捕まり壊滅。実際は旧地獄を復活させるための集団ではなく、女神を復活させるためサテュロスに利用されていた捨石集団だった。
グレダ東砦（グレダひがしとりで）
アルマゲマキナ最終決戦の地で、女神たちによる封印が行われた場所。舞島沖の一本岩が「ゲート」となっており、その裏側に存在する。魂度4の古悪魔が大量にいる。ヴィンテージはグレダ東砦で旧地獄を復活させようとしたが、ユピテルの姉妹によって封印された。
サテュロス
強大な権力と新地獄への愛と忠誠を持った新地獄最大の敵。新地獄の歴史の裏で暗躍する巨大な存在で、その正体は旧地獄から続く名家旧家の選りすぐりの悪魔のみで構成されたサロン。ユピテルの姉妹を拘束し、人間界で戦争を起こそうとする。
「サテュロス」という名称は古い悪魔の名を借りたもの。
救命院（きゅうめいいん）
アルマゲマキナで親を失った悪魔の子供達の世話をする地獄の施設。

### 天界関連
神（かみ）
天界の人間で、桂馬たち地上の人間の言葉で言うところの神。ディアナたちを指す。古悪魔とは逆に、憑依した人間の愛のエネルギーを得て力を得る。見た目はどちらかというと天使のイメージに近い。
また彼らが協力した事実は、エルシィやハクアら新悪魔たちに認知されていなかった（ノーラ曰く「新悪魔にも知らせたくない事情がある」）。
なお桂馬が「落とし神」「神様」と呼ばれるのはあくまでも通称でこのカテゴリーには含まれない。
ユピテルの姉妹 （ユピテルのしまい）
遥か昔の天界の王の名と血を継ぐ存在で、人間で言えば王族のようなもの。霊力に自信があったことから、かつて古悪魔を封印するための人柱に志願した。封印が解かれ古悪魔の魂が復活したことにより、人柱となった彼女達の魂も復活したが同様に力を失っている。
封印の際に力と共に本来の姿も失っているため、依代となった娘の姿に女神自身の物と思しき特徴が表れた姿（全員に共通して現れる頭上のエンジェル・ハイロゥと翼の他、各々目付きが変わる、顔に紋様が現れる、髪の色が変わる等）を取る。基本的に鏡の中から宿主や周りの者と会話するが、周囲に鏡がない・実力行使する場合などは宿主の体を借りる。その場合その宿主は超人的な身体能力や、悪魔の羽衣を手刀で断ち切る等の特殊能力を発揮出来る。
物語の10年前に起こった駆け魂大脱走の際、ディアナがその身に駆け魂をつけられ存在を偽装されていたことから、彼女の他にも何人かが人間界を彷徨い駆け魂と随伴して人間に取り憑いている可能性が示唆され、後に他の女神の発見によって証明された。記憶消去の対象となったはずの天理の記憶が消えていないことから、ディアナは攻略された女性の中に女神がおり、その力が戻っていれば攻略時の記憶を失っていないだろうと推察している。
ディアナによるとユピテルの姉妹は全部でウルカヌス、アポロ、ディアナ、ミネルヴァ、マルス、メルクリウスの計6人である。
なお『ユピテルの姉妹』と名乗っている通り、姉妹の名前はローマ神話におけるユピテルの子供達から取られている（ただし、本来は男神である神も女神となっている）。

### 人間界関連
舞島学園（まいじまがくえん）
桂馬らが通っている私立高校。校舎が3つ（中等部・高等部・中央校舎）、講堂、図書館・シアター、体育館の大きく分けて6つの建物からできている。またこれら現在の校舎は、10年前の2000年に建て直された新校舎である（シアターのみ旧校舎のままで旧校舎設立以前から存在していた。図書館は旧校舎の建て増し）。海に面していて、桂馬曰く「田舎」にあるらしい。学食があるものの高価なため、生徒の中には売店を利用する者も多い。校章は女神デメテルを6角形が囲むという意匠。
大学が隣接している。
1888年に舞島女子塾として開校し、1946年に現在の名称に改称、2001年に共学化が実施された。それまでは女子校だったという経緯のため中等部と高等部を合わせた男女比は男子約200人に対して女子約1000人と女子生徒が多い。
女子バスケットボール部は全国大会優勝の実績を持つが現在休部中。野球部は109連敗中。
2日間しかない文化祭は「舞校祭」と呼ばれ、体育祭から中間テストを経て舞校祭までを連続開催するイベント週間「フェスティバルロード」に組み込まれる。舞校祭は学園ができる前から行われていた行事であり、ミスコンである「プリプリ舞校」（PRINCESS&PRINCE舞校の略）やB級グルメ大会の「舞校B-1チャンプ」など多彩な催しが行われる。
またシアターの地下にトンネルが存在し、校舎南東部の舞島海浜公園・人工浜に繋がっている。10年前に桂馬と天理が遭難した際は遭難先で見つけた謎の洞窟と繋がっており、二人を助ける際にディアナはそこを通って脱出してきた。
サイト『落とし神』（おとしがみ）
桂馬の運営するウェブサイトにして桂馬自身の通称である「落とし神」の所以。前時代的なシンプルな作りのテキストオンリーサイトだが、その内容は桂馬が攻略したギャルゲーの感想および攻略情報が完全網羅されている。
その詳細にして的確な情報はゲーマーコミュニティのみならず、本職の業界関係者ですら注目および規範とするほどであり、ギャルゲー業界を左右するほどの絶大な影響力を内包している。
しかし桂馬自身に、そういうサイトを運営している自覚は乏しい。本人曰く「小さなサイト」であり「たかがサイトが現実をどうこうできるわけ無い」と語る。自身がギャルゲー業界の活発化の起爆剤と化しているのだが、当然その自覚も無いため桂馬自身は「最近ギャルゲーが多すぎる」と嬉しい憤慨を言っている。
FLAG.33（アニメ第2期FLAG.8.0）で『落とし神』宛に桂馬の住んでいる舞島市の隣の鳴沢市のギャルゲー情報のメールが来たことから、ある程度の住所は知られている模様。
舞島市（まいじまし）
美里町、舞島町、田中町の三つの町が合併してできた新しい市。
人口約8万人の小都市。舞島学園や桂木家などがある。隣の鳴沢市よりも歴史ある街だが寂れており、鳴沢市のベッドタウンと化している。
鳴沢市（なるさわし） 
人口約80万人の大都市。作者コメントによると、電車に乗って隣町へデートに行くというシーンを描きたかったため、主人公達の住む「田舎」と、それに隣接する「都会」という2つの街が舞台として設定されたとのことである。
南雲市（なぐもし） 
桂馬らの住む舞島市から、少し離れたところにある町。ハクアと雪枝が住む。作者の次作「なのは洋菓子店のいい仕事」の舞台と同一の地名である。
木梢町（こずえちょう）
鳴沢駅から路線が通っている町。作者の前作「聖結晶アルバトロス」の舞台と同一の地名である。
デゼニーシーランド
鳴沢市にある遊園地。楠編以降、たびたび登場する。
あかね丸
舞島市にある海浜公園内に停泊する帆船。一般に開放されており自由に出入りできる。船舶として機能するかどうかは定かで無い。
10年前に舞島市で異変が起こった際は一瞬で朽廃した。また、船底に開いた穴が地下の洞窟と繋がり、立ち入った桂馬と天理が大量の駆け魂とディアナに遭遇することになった。
ちひろ攻略時、ノーラが天理を攻略する時、桂馬の歩美再攻略時に使用されている。
カフェ・グランパ
麻里が経営する喫茶店で、桂木家の自宅と直結している。「グランパ」の名称は元々伝馬の工房であったことから。
物語開始前は店主である麻里にやる気が無かったため客入りはあまり良くなかったらしいが、エルシィが来てから彼女目当ての客が増えたためそれなりに繁盛している様子。営業時間9:00〜17:00頃。定休日火曜（不定休）。
2B PENCILS（ニービー ペンシルズ）
ちひろがエルシィ、歩美、京と共に設立したガールズバンドの名称。名称の由来は、結を除く初期メンバーが所属する2年B組（2-B）から。
設立当初は練習時間および場所の確保に苦労していたが、後にエルシィが軽音楽部の設立を提案。文化系部活主任である児玉に相談するが機嫌が悪い児玉にあっさり却下され、児玉との賭けを英語の期末テスト（条件は全員が100点を取ること）で行う。桂馬を講師とした勉強会を経て挑んだ結果、エルシィのみ達成できず賭けには負けたが、勉強を教えた桂馬が100点を取り損ねたことが原因で我を忘れて機嫌が良くなった児玉に舞高軽音部として正式に認められ、部室を手に入れた。
それぞれの担当は、ちひろ・ボーカル&ギター、歩美・ギター、エルシィ・ベース、京・キーボード。結は攻略後バンドに入りドラムを担当する。
プロレスリング・ノナ
プロレス団体。長瀬編では鳴沢体育会館で「タッグキャニオントーナメント」と呼ばれるタッグイベントが開催された。
ガッカン・ランド
ノベライズ版にのみ登場した、大型アミューズメントパーク。
ノベライズ版第1巻では、天美透と吉野麻美を攻略する拠点として使われた。後半では『美少女ゲーム〜制服強化週間〜』なるフェアが開かれていた。
第2巻では、ギャルゲー関連企業のイベントが開催され、桂馬とハクアが訪れていた。
あくおに
ノベライズ版第2巻のみ登場。
宇留山豊星神社に封印されていた正体不明の悪霊。代々神社の巫女によって封印・管理されていたが、十年ほど前に最上武がゲームを完成させるために封印から解き放ってしまう。

### アイテム
駆け魂センサー（かけたまセンサー）
頭蓋骨のデザインをあしらった頭部装着式のセンサーで、駆け魂隊の装備の一つ。
正式名称は『魔気探知機 タイプGTS』。駆け魂に憑かれた女性を探知すると「ドロドロドロドロ…」という音(エルシィ、ハクアのセンサー音は、それぞれ、伊藤かな恵・早見沙織が担当している)を鳴らし激しく点滅するが、探知範囲は極めて狭い。マッピング・継続追跡・新設計の暗号通信機能付きで、極東支部の部隊だけでなく、欧州や北米の部隊にも採用されている。
ヴィンテージのメンバーであるフィオーレは女神を見つけ出すために開発された、小さい角の付いた別のセンサーを隠し持っていた（ハクアは駆け魂センサーの改造品と推測している）。

拘留ビン/ 勾留ビン（こうりゅうビン）
拘束した駆け魂を拘留するためのビンで、駆け魂隊の装備の一つ。
正式名称は『特殊甲式拘留瓶 B55S』。欧州エリアの老舗地獄企業・H&L官用社で開発された。魔力を帯状に織り込んだマーブル・ロックシステムで駆け魂をビンから逃がさない作りになっており、魔力の再チャージで1万回の使用が可能。駆け魂隊が使用するのは大型サイズのビンだが、魂度4以上の駆け魂に対しては相手が強力すぎて割れてしまうため、ネジで強固に封じる、より強力な魔力を込めた小型サイズの物が使われる。
ビンは拘留時と収納・運搬時で大きさを変化させることができ、羽衣で収納・召喚ができる（アニメ第2期にて判明）。
羽衣（はごろも）
首から両肩にかけて巻きつける羽衣で、駆け魂隊の装備の一つ。
正式名称は『新魔布 タイプ5F』。電魔ナノマシン100%のゲルで帯状に生成されており、使用者の魔力をロスなく反映できる。拡縮や変形も自由自在で、カモフラージュや羽衣人形などの素材としてだけではなく、情報を扱う機器として活動記録の保存や情報の表示も可能となっている。なお、新悪魔はこれをつけていないと飛行が困難。
服や物を作り出すとある程度消費されるが、エルシィ曰く「形はあってないようなもの」でしばらくすると再生する。また、檜編で散々裁断され服やマフラーに作り変えられていたことから、普通の人間にも目視や加工は可能なようである。
証の鎌（あかしのかま）
悪魔学校を首席で卒業した証として与えられる大鎌。鎌と柄の接続部から後方に3本細長い棒状の飾りが付いている。
ハクアは任務中常にこれを所持しており、戦闘の際に武器として用いている。また、例外的な使い方として、桂馬を叩いたり、吊るし上げる時に使うこともある。
リミュエルも古い証の鎌を所有している。
PFP（プレイ・フィールド・パーソナル）
桂馬が愛用している携帯ゲーム機。
パソコン業界のNEK社が、携帯ゲーム市場の活況を見て、高スペックハードウェアとして開発、発売したため、第一世代は59800円という高い本体価格。ソフトウェアは新作ソフトの発売延期や、過去作のリメイクが中心だったこともあり、売り上げは低迷し、ユーザーの関心も低かった。
しかし発売から1年後、NEKのテコ入れ策「ゲーム開発ツールの無償公開」により、PFPに可能性を感じていたネットユーザーの手で傑作ゲームが次々に開発されるようになった。さらにサイト「落とし神」の影響も有って、ギャルゲーに適した携帯ゲーム機として普及するようになった。
第二世代では、いくつか機能を減らしバッテリー稼働時間を延ばすよう改良され、本体価格は29800円となっている。
外見は実在のゲーム機に酷似しているが、内蔵式のキーボードが存在するなど機能面で差異がある。
また、桂馬のような一部のヘビーユーザーは自身のPFPに独自のチューンナップを施しているとのこと。
読み切りでは「PC●FXポ●タブル（原文ママ）」とされていた。
桂馬の持っているPFPのカラーは白いカラーであるが、アニメでは純がピンクのものを持っている描写があるためカラーバリエーションが存在する模様。

## 関連作品

### 恋して!? 神様!!
『恋して!? 神様!!』（こいして!? かみさま!!）は若木民喜の読み切り漫画作品。『神のみぞ知るセカイ』の原案作品であり、いわゆる同作の試作版（プロトタイプ）にあたる。
『週刊少年サンデー』2007年32号に掲載、後に『神のみぞ知るセカイ』のアニメ化および放映に合わせて『週刊少年サンデー』の増刊にあたる『週刊少年サンデー超』2010年11月号に再録された。その際に「神のみぞ知るセカイ プロトタイプ」のサブタイトルが付与されている。更にその後、「神のみぞ知るセカイ 神ヒロイン完全攻略ブック」および「神のみぞ知るセカイ on the train + pilot films」に収録された。
内容は「ギャルゲー攻略の神『落とし神』を名乗る主人公の下に、新米悪魔のエルシィが駆け魂の巣食う現実（リアル）女の攻略を依頼する」というもので、大筋は『神のみぞ知るセカイ』と変わらない。

#### アイテム（恋して!? 神様!!）
検火鏡（けんびきょう）
駆け魂潜伏対象者（攻略ヒロイン）の情報をつぶさに検索・提示する、炎を纏った鏡。
時効時計（じこうどけい）
駆け魂の逃亡開始より作動し、1週間の時効を正確に測るための砂時計。駆け魂を追う悪魔は、その砂が全て落ちきるまでに駆け魂を拘留せねばならない。
魔土坊（まどぼう）
駆け魂の時効確定と同時に地獄より人間界に送り込まれる番魚。時効によって解放された駆け魂を逃さぬため、対象となる区域を一斉に殲滅消去する役目を負う。そのために長い触手を持ち、口からは大規模な熱量を持つ光線（ないしは火柱）を吐く。
知能は低い割に非常にせっかちで、時効を迎える前から待ちきれずに担当悪魔（この場合はエルシィ）の前に姿を現したりする。口の奥にさらに口が見えるなど、容姿は非常におどろおどろしい。
鎌（かま）
エルシィの持つ鎌。本編上ではビン（下記）を運搬する際の担ぎ棒として使用。『神のみ』でハクアが持つ「証の鎌」とよく似た形状をしている。
ビン
駆け魂を拘留するための拘留ビン。機能は基本的には『神のみ』に出てきたそれと変わらないが、本編に登場するこのビンには伸縮および転送機能がない。その代わり口に紐を引っ掛けて鎌の柄に結び吊るす事ができる。

### マジカル☆スター かのん100%
かのんが主人公のスピンオフ作品。略称は「マジかの」。かのんが魔法少女になるほか、オリジナルキャラクターのこずえも登場。
2013年6月18日発売コミックス第22巻特別版にOVAが収録。また、OVAのコミカライズとして『サンデー』にて2013年15号から17号まで連載。15号・16号は2本立て構成となっている。描き下ろしエピローグやかのん役・東山へのインタビューを収録した単行本が『神のみ』第21巻の限定版に同梱された。

## 書誌情報

### 単行本
| 巻数   | 巻数                               | 発売日         | ISBN              | 備考 |
| ------ | ---------------------------------- | -------------- | ----------------- | --- |
| 1      | 1                                  | 2008年7月11日  | 978-4-09-121430-0 | |
| 2      | 2                                  | 2008年10月17日 | 978-4-09-121497-3 | |
| 3      | 3                                  | 2009年1月16日  | 978-4-09-121570-3 | |
| 4      | 4                                  | 2009年4月17日  | 978-4-09-122004-2 | 初版分では一部店舗での特典として、キャラクターステッカー「神様VS駆け魂シール」が付属。 |
| 5      | 5                                  | 2009年7月17日  | 978-4-09-121709-7 | |
| 6      | 6                                  | 2009年10月16日 | 978-4-09-121788-2 | |
| 7      | 7                                  | 2010年1月16日  | 978-4-09-122137-7 | |
| 8      | 8                                  | 2010年4月16日  | 978-4-09-122266-4 | |
| 9      | 9                                  | 2010年6月18日  | 978-4-09-122329-6 | |
| 10     | 通常版                             | 2010年9月17日  | 978-4-09-122522-1 | |
| 10     | DVD付限定版                        | 2010年9月17日  | 978-4-09-941700-0 | 桂木桂馬役の下野紘とエルシィ役の伊藤かな恵のインタビューや、アニメ第1期のプロローグにあたる、エルシィがドクロウに呼び出されるエピソード「FLAG.0」などを収録。 また、プロローグ部分のみ アニメ第1期ROUTE 1.0 にも特典映像として収録。 |
| 11     | 通常版                             | 2010年12月17日 | 978-4-09-122679-2 | |
| 11     | カレンダー付き特別版               | 2010年12月17日 | 978-4-09-159079-4 | |
| 12     | 通常版                             | 2011年4月19日  | 978-4-09-122792-8 | |
| 12     | ステンレスブックマーク付き限定版   | 2011年4月19日  | 978-4-09-159093-0 | |
| 13     | 通常版                             | 2011年6月17日  | 978-4-09-123139-0 | |
| 13     | デジタルクロック付き特別版         | 2011年6月17日  | 978-4-09-159100-5 | |
| 14     | 通常版                             | 2011年9月16日  | 978-4-09-123237-3 | |
| 14     | OVA付き限定版                      | 2011年9月16日  | 978-4-09-941711-6 | |
| 15     | 通常版                             | 2011年12月16日 | 978-4-09-123429-2 | |
| 15     | 光るフィギュアストラップ付き限定版 | 2011年12月16日 | 978-4-09-159107-4 | |
| 16     | 通常版                             | 2012年3月16日  | 978-4-09-123563-3 | |
| 16     | 鎌型シャープペンシル付き限定版     | 2012年3月16日  | 978-4-09-159112-8 | |
| 17     | 通常版                             | 2012年7月18日  | 978-4-09-123696-8 | |
| 17     | 17+18巻 画集付きセット特別版       | 2012年7月18日  | 978-4-09-941802-1 | 同時発売される17巻と18巻を2冊セットにして、さらに画集を付けた限定版。 画集はコミックス2倍サイズで、『サンデー』表紙と本編（2012年7月18日時点まで）に掲載された「神のみ」のカラー画を完全収録している。                               |
| 18     | 17+18巻 画集付きセット特別版       | 2012年7月18日  | 978-4-09-941802-1 | 同時発売される17巻と18巻を2冊セットにして、さらに画集を付けた限定版。 画集はコミックス2倍サイズで、『サンデー』表紙と本編（2012年7月18日時点まで）に掲載された「神のみ」のカラー画を完全収録している。                               |
| 通常版 | 978-4-09-123710-1                  | 2012年7月18日  |                   | |
| 19     | 通常版                             | 2012年10月18日 | 978-4-09-123885-6 | |
| 19     | OVA付限定版                        | 2012年10月18日 | 978-4-09-941803-8 | |
| 20     | 通常版                             | 2012年12月18日 | 978-4-09-124037-8 | |
| 20     | OVA付限定版                        | 2012年12月18日 | 978-4-09-941806-9 | OVAのほか、描き下ろし4コマ漫画「コアクマのみぞ知るメガミ」（4ページ）が同梱されている。 |
| 21     | 通常版                             | 2013年4月16日  | 978-4-09-124198-6 | |
| 21     | コミックス付限定版                 | 2013年4月16日  | 978-4-09-941815-1 | コミックス『マジカル☆スター かのん100%』 |
| 22     | 通常版                             | 2013年6月18日  | 978-4-09-124321-8 | |
| 22     | OVA付限定版                        | 2013年6月18日  | 978-4-09-941814-4 | |
| 23     | 23                                 | 2013年9月18日  | 978-4-09-124381-2 | |
| 24     | 通常版                             | 2013年12月18日 | 978-4-09-124511-3 | |
| 24     | クリアファイル付き限定版           | 2013年12月18日 | 978-4-09-159172-2 | ミニクリアファイル3枚セット |
| 25     | 通常版                             | 2014年3月18日  | 978-4-09-124579-3 | |
| 25     | ポストカード56枚セット付き限定版   | 2014年3月18日  | 978-4-09-159189-0 | |
| 26     | 通常版                             | 2014年6月18日  | 978-4-09-124666-0 | |
| 26     | ポストカード56枚セット付き限定版   | 2014年6月18日  | 978-4-09-159193-7 | |

### 番外短編集
- 神のみぞ知るセカイ on the train + pilot films 2015年7月22日初版発行（同年7月17日発売） ISBN 978-4-09-126269-1

近畿日本鉄道で行われた上記イベントにて執筆された作品を『神のみぞ知るセカイ on the train』として収録。作者連載作品の雛型となった短編作『緋石の怪盗アルバトロス』『恋して!? 神様!!』『洋菓子店ギャラクシー』の3本を「pilot films」として作者解説付きで収録。

### 公式ガイドブック
- 神のみぞ知るセカイ 神ヒロイン完全攻略ブック 2013年9月18日発売。ISBN 978-4-09-124451-2

### ノベライズ
ガガガ文庫より刊行。著者は有沢まみず、若木民喜は挿絵を担当。
1. 神と悪魔と天使 2009年5月19日発売 ISBN 978-4-09-451137-6
2. 祈りと呪いとキセキ 2010年5月18日発売 ISBN 978-4-09-451203-8

### イラスト集
- SUNDAY OFFICIAL GUIDE 神のみぞ知るセカイ POSTERS! 2009年7月15日発売。19枚のポスターを収録。ISBN 978-4-09-199018-1

## テレビアニメ
2010年10月より、テレビ東京系列ほかにて放送され、翌2011年4月からは第2期『神のみぞ知るセカイII』が放送された。第1期と第2期は分割2クールとして放送された。「サンデーアニメプロジェクト」の第5弾として発表された第3期『神のみぞ知るセカイ 女神篇』は、2013年7月から放送された。第3期は、一部スタッフが変更されている。
一部の局では各シーズン共に本放送終了後の翌月からリピート放送が行われていた。第1期は2011年1月 - 3月に夕方のアニメ530枠にて（TXNにおける深夜アニメの夕方再放送は『夏目友人帳』第1期に続き2例目、さらに本放送では非対応だった字幕放送にも対応）、第2期は2011年7月〜9月に深夜枠にて放送された。第3期は再放送を実施していない。
原作者・若木民喜が第1期FLAG10.0で声優としてカメオ出演している。また、同じ「サンデー」原作&マングローブ制作の『ハヤテのごとく! CAN'T TAKE MY EYES OFF YOU』第6夜には『神のみ』パッケージの魚肉ソーセージが登場した。
アニメの時系列としては、2期と女神篇の間にOVAの『4人とアイドル』と『天理篇』が入る。またスピンオフとして『マジカル☆スター かのん100%』がある。

### スタッフ
|                               | 第1期 | 第2期 | 第3期 |
| ----------------------------- | --- | --- | --- |
| 原作                          | 若木民喜 | 若木民喜 | 若木民喜 |
| 監督                          | 高柳滋仁 | 高柳滋仁 | 大脊戸聡 |
| シリーズ構成                  | 倉田英之 | 倉田英之 | 倉田英之 |
| キャラクターデザイン          | 渡辺明夫 川村敏江（サブ）                                                                                        | 渡辺明夫 川村敏江（サブ）                                                                                        | 川村敏江 |
| プロップデザイン              | 坂本千代子 | 坂本千代子 | 坂本千代子 |
| 色彩設計                      | 久保木裕一 | 久保木裕一 | 久保木裕一 |
| 美術監督                      | 佐藤歩 | 佐藤歩 | 佐藤歩 |
| 美術監督                      | 都甲佳代子 | N/A | N/A |
| 撮影監督                      | 山田和弘 | 山田和弘 | 長田雄一郎 |
| 編集                          | 長坂智樹 | 長坂智樹 | 長坂智樹 |
| 音響監督                      | 岩浪美和 | 岩浪美和 | 岩浪美和 |
| 音楽                          | 松尾早人 | 松尾早人 | 松尾早人 |
| 音楽協力                      | テレビ東京ミュージック ジェネオン・ユニバーサル・エンターテイメント 小学館ミュージック&デジタル エンタテイメント | テレビ東京ミュージック ジェネオン・ユニバーサル・エンターテイメント 小学館ミュージック&デジタル エンタテイメント | テレビ東京ミュージック ジェネオン・ユニバーサル・エンターテイメント 小学館ミュージック&デジタル エンタテイメント |
| プロデューサー                | 和田慎之介 | 和田慎之介 | 白石誠 |
| プロデューサー                | 松田章男 | | |
| アニメーション プロデューサー | 河内山隆、工藤博                                                                                                 | 河内山隆、工藤博                                                                                                 | 河内山隆、工藤博                                                                                                 |
| アニメーション制作            | マングローブ | マングローブ | マングローブ |
| 制作                          | N/A | N/A | ジェネオン・ユニバーサル・ エンターテイメント                                                                    |
| 製作                          | テレビ東京 ジェネオン・ユニバーサル・ エンターテイメント                                                         | テレビ東京 ジェネオン・ユニバーサル・ エンターテイメント                                                         | ユピテルの姉妹                                                                                                   |

### 主題歌

#### オープニングテーマ
第1期
「God only knows 第三幕」
作詞 - 西田恵美 / 作曲 - 前口渉、木村香真良 / 編曲 - 前口渉 / 歌 - Oratorio The World God Only Knows / ボーカル - ELISA

第2期
「A Whole New World God Only Knows」
作詞 - 西田恵美 / 作曲 - 川崎里実 / 編曲 - 前口渉 / 歌 - Oratorio The World God Only Knows / ボーカル - Lia & ELISA

第3期
「God only knows -Secrets of the Goddess- (Extract)」
作詞 - 西田恵美 / 作曲 - 本田光史郎、川崎里実 / 編曲 - 前口渉 / 歌 - Oratorio The World God Only Knows / ボーカル ‐ 早見沙織
TV用エディット版。

#### エンディングテーマ
第1期
「コイノシルシ」
作詞 - 漆野淳哉 / 作曲 - 須田悦弘 / 編曲 - 前口渉
歌 - 神のみぞ知り隊 feat. 高原歩美 starring 竹達彩奈（第1話、第2話）
歌 - 神のみぞ知り隊 feat. 青山美生 starring 悠木碧（第3話、第5話、第6話）
歌 - 神のみぞ知り隊 feat. 中川かのん starring 東山奈央（第9話、第10話）
歌 - 神のみぞ知り隊 feat. 汐宮栞 starring 花澤香菜（第11話）
いずれもシングル「コイノシルシ」に収録。
「たった一度の奇跡」
作詞 - 酒井伸和 / 作曲・編曲 - 天門 / 歌 - 飛鳥空 starring 櫻井智（第4話）
「神のみキャラCD.くれよん 飛鳥空」に収録。
「ハッピークレセント」
作詞 - zopp / 作曲 - 山口朗彦 / 編曲 - 前口渉 / 歌 - 中川かのん starring 東山奈央（第7話）
「神のみキャラCD.3 中川かのん」に収録。
「コイノシルシ from Elsie」
作詞 - 漆野淳哉 / 作曲 - 須田悦弘 / 編曲 - 前口渉/ 歌 - エルシィ starring 伊藤かな恵（第8話）
「コイノシルシ」のエルシィソロアレンジ（シングル版とは別アレンジ）。「神のみキャラCD.0 エルシィ」に収録。
「集積回路の夢旅人」
作詞 - 若木民喜 / 作曲 - 木村香真良 / 編曲 - 前口渉 / 歌 - 桂木桂馬 starring 下野紘 with Oratorio The World God Only Knows（第12話）
「God only knows〜集積回路の夢旅人」に収録された「集積回路の夢旅人」の桂馬ヴォーカルつきバージョン。

第2期
「アイノヨカン」（第1話 - 第3話、第5話 - 第7話、第9話 - 第11話）
作詞 - 漆野淳哉 / 作曲 - 須田悦弘 / 編曲 - 前口渉 / 歌 - 神のみぞ知り隊（第2期） エルシィ（伊藤かな恵）、ハクア（早見沙織）、春日楠（小清水亜美）、小阪ちひろ（阿澄佳奈）、長瀬純（豊崎愛生）
「アイノヨカン from 駆け魂隊」（第4話、第8話）
作詞 - 漆野淳哉 / 作曲 - 須田悦弘 / 編曲 - 前口渉 / 歌 - 駆け魂隊 エルシィ（伊藤かな恵）、ハクア（早見沙織）
「God only knows 第三幕」（第12話）
作詞 - 西田恵美 / 作曲 - 前口渉、木村香真良 / 編曲 - 前口渉 / 歌 - Oratorio The World God Only Knows / ボーカル - ELISA
第一期のオープニング映像が一部使われているが、桂馬が夏服であり、最終場面で出てくるロゴも2期のものに変わっている。

第3期
「キズナノユクエ feat. 中川かのん」（第2話）
作詞 - 漆野淳哉 / 作曲 - mixakissa / 編曲 - 前口渉 / 歌 - 中川かのん starring 東山奈央
「キズナノユクエ feat. 鮎川天理」（第3話）
作詞 - 漆野淳哉 / 作曲 - mixakissa / 編曲 - 前口渉 / 歌 - 鮎川天理 starring 名塚佳織
「キズナノユクエ feat. 九条月夜」（第4話）
作詞 - 漆野淳哉 / 作曲 - mixakissa / 編曲 - 前口渉 / 歌 - 九条月夜 starring 井口裕香
「キズナノユクエ feat. 五位堂結」（第5話）
作詞 - 漆野淳哉 / 作曲 - mixakissa / 編曲 - 前口渉 / 歌 - 五位堂結 starring 高垣彩陽
「キズナノユクエ feat. 汐宮栞」（第6話）
作詞 - 漆野淳哉 / 作曲 - mixakissa / 編曲 - 前口渉 / 歌 - 汐宮栞 starring 花澤香菜
「初めて恋をした記憶〜ピアノ伴奏〜」（第7話）
作曲 - mixakissa / 編曲・伴奏 - 川崎里実 / 歌 - 小阪ちひろ starring 阿澄佳奈
「瞳からスノー」（第8話）
作詞 - zopp / 作曲 - 川崎里実 / 編曲 - 増田武史 / 歌 - 中川かのん starring 東山奈央
「キズナノユクエ feat. 高原歩美」（第9話）
作詞 - 漆野淳哉 / 作曲 - mixakissa / 編曲 - 前口渉 / 歌 - 高原歩美 starring 竹達彩奈
「With…you…」（第10話）
作詞 - 六ツ見純代 / 作曲 - 川崎里実 / 編曲 - 増田武史 / 歌 - ハクア starring 早見沙織
「キズナノユクエ」（第11話）
作詞 - 漆野淳哉 / 作曲 - mixakissa / 編曲 - 前口渉 / 歌 - ユピテルの姉妹
「初めて恋をした記憶」（第12話）
作詞・作曲 - mixakissa / 編曲 - 黒須克彦 / 歌 - 2B PENCILS & 中川かのん（Vocal 小阪ちひろ starring 阿澄佳奈、中川かのん starring 東山奈央）
エピローグ「コイノシルシ」（第12話）
作詞 - 漆野淳哉 / 作曲 - 須田悦弘 / 編曲 - 前口渉 / 歌 - 神のみぞ知り隊

#### 挿入歌・挿入曲
第1期
「初めての色」（第4話）
作詞 - 酒井伸和 / 作曲・編曲 - 天門 / 歌 - 飛鳥空 starring 櫻井智
「神のみキャラCD.くれよん 飛鳥空」に収録。
「ALL 4 YOU」（第5話、第6話）
作詞 - zopp / 作曲 - 飯田清澄 / 編曲 - 前口渉 / 歌 - 中川かのん starring 東山奈央
原作 FLAG.8 でも歌われた。
「LOVE KANON」（第5話）
作詞 - zopp / 作曲 - 飯岡隆志 / 編曲 - 増田武史 / 歌 - 中川かのん starring 東山奈央
原作 FLAG.9 にタイトルのみ登場した。
「ハッピークレセント」（第5話、第6話）
作詞 - zopp / 作曲 - 山口朗彦 / 編曲 - 前口渉 / 歌 - 中川かのん starring 東山奈央
「神のみキャラCD.3 中川かのん」に収録。原作 FLAG.8 でも歌われた。
「らぶこーる」（第7話）
作詞 - 若木民喜 / 作曲 - 川崎里実 / 編曲 - 前嶋康明 / 歌 - 中川かのん starring 東山奈央
「恋、ヨロシクお願いします!」（第7話）
作詞 - 六ツ見純代 / 作曲 - 山田智和 / 編曲 - 前口渉 / 歌 - シトロン starring 日高里菜&内田真礼&東山奈央
「Oh!まい☆GOD!!」（第8話）
作詞 - 六ツ見純代 / 作曲 - M.C.E. / 編曲 - 前口渉 / 歌 - エルシィ starring 伊藤かな恵
「神のみキャラCD.0 エルシィ」に収録。
「God only knows」（第11話、第12話）
作詞 - 西田恵美 / 作曲 - M.C.E.、前口渉、木村香真良、柳田しゆ、mixakissa、すみだしんや / 編曲 - 前口渉 / 歌 - Oratorio The World God Only Knows
第1期第11話では第一幕、第12話では第二幕・第三幕（短縮）・第四幕、第2期第1話では第三幕（電子音）が使用された。いずれもエンディングクレジットでは単に「God only knows」。

第2期
「初めて恋をした記憶」（第7話）
作詞・作曲 - mixakissa / 編曲 - 渡辺拓也 / 歌 - 小阪ちひろ starring 阿澄佳奈
「初めて恋をした記憶 〜ピアノ伴奏〜」（第7話）
作曲 - mixakissa / 編曲・伴奏 - 川崎里実 / ハミング - 小阪ちひろ starring 阿澄佳奈
「YES-TODAY」（第6話、第8話）
作詞 - zopp / 作曲 - 渡辺拓也 / 編曲 - 前口渉 / 歌 - 中川かのん starring 東山奈央
「HAPPYEND」（第12話）
作詞 - 若木民喜 / 作曲 - 川崎里実 / 編曲 - 前口渉 / 歌 - 桂木桂馬&杉本四葉 starring 下野紘&丹下桜
「ウラハラブ」（第12話）
作詞 - zopp / 作曲 - 福本公四郎 / 編曲 - 大久保薫 / 歌 - 中川かのん starring 東山奈央

第3期
「God only knows 第三幕」（第1話）
作詞 - 西田恵美 / 作曲 - 前口渉、木村香真良 / 編曲 - 前口渉 / 歌 - Oratorio The World God Only Knows / ボーカル - ELISA
「らぶこーる」（第1話）
作詞 - 若木民喜 / 作曲 - 川崎里実 / 編曲 - 前嶋康明 / 歌 - 中川かのん starring 東山奈央
「夏色サプライズ」（第1話）
作詞 - zopp / 作曲・編曲 - 渡辺拓也 / 歌 - 中川かのん starring 東山奈央
「かのん100%」（第2話）
作詞 - zopp / 作曲 - 田中俊亮 / 編曲 - 渡辺拓也 / 歌 - 中川かのん starring 東山奈央
「初めて恋をした記憶」（第3話）
作詞・作曲 - mixakissa / ギター演奏 - 若木民喜
「LOVE KANON」（第7話）
作詞 - zopp / 作曲 - 飯岡隆志 / 編曲 - 増田武史 / 歌 - 中川かのん starring 東山奈央
「NAKED GENIUS」（第10話）
作詞 - 六ツ見純代 / 作曲 - 鈴木盛広 / 前口渉 / ハクア starring 早見沙織
「YES-TODAY」（第10話）
作詞 - zopp / 作曲 - 渡辺拓也 / 編曲 - 前口渉 / 歌 - 中川かのん starring 東山奈央
「想いはRain Rain」（第10話）
作詞 - zopp / 作曲 - 渡辺翔 / 編曲 - 大久保薫 / 歌 - 中川かのん starring 東山奈央

### 各話リスト
| 話数              | サブタイトル | 脚本     | 絵コンテ            | 演出                     | 作画監督                                                                        | 総作画監督                       |
| 第1期             | 第1期 | 第1期    | 第1期               | 第1期                    | 第1期                                                                           | 第1期                            |
| ----------------- | --- | -------- | ------------------- | ------------------------ | ------------------------------------------------------------------------------- | -------------------------------- |
| FLAG.0.0 FLAG 1.0 | 世界はアイで動いてる | 倉田英之 | 高柳滋仁            | 高柳滋仁                 | 川村敏江                                                                        | -                                |
| FLAG 2.0 FLAG 2.5 | あくまでも妹です ベイビー・ユー・アー・ア・リッチ・ガール | 倉田英之 | 曽我準              | 曽我準                   | さとう陽                                                                        | -                                |
| FLAG 3.0 FLAG 3.5 | ドライヴ・マイ・カー パーティーはそのままに | 倉田英之 | 岡佳広              | 岡佳広                   | 北條直明（キャラクター） 小松英司（レイアウト）                                 | 佐村義一                         |
| FLAG 4.0          | 今そこにある聖戦 | 髙橋龍也 | 高柳滋仁            | 斉藤啓也                 | 杉本幸子                                                                        | 川村敏江                         |
| FLAG 5.0          | IDOL BOMB!! | 倉田英之 | 田中孝行            | 田中孝行                 | 大塚あきら                                                                      | 佐村義一                         |
| FLAG 6.0          | ワタシ平凡? | 倉田英之 | 熨斗谷充孝          | 熨斗谷充孝               | 鈴木ひろみ                                                                      | 川村敏江                         |
| FLAG 7.0          | Shining Star | 倉田英之 | 小森秀人            | 小森秀人                 | 小林雅美、諏訪真弘                                                              | 佐村義一                         |
| FLAG 8.0          | Coupling with with with with - 第一話 冥府よりの脅威 I - 第二話 デビル・クッキング - 第三話 我思う、故に理想あり - 第四話 ある母親の日常 - 第五話 冥府よりの脅威 II | 若木民喜 | サトウ光敏          | サトウ光敏               | 山口光紀、梅津茜                                                                | 川村敏江                         |
| FLAG 9.0          | 大きな壁の中と外 | 倉田英之 | 出合小都美          | 夕澄慶英                 | 小田武士                                                                        | 佐村義一                         |
| FLAG 10.0         | あたしの中の…… | 倉田英之 | 福田道生            | 羽生尚靖                 | 牧内ももこ                                                                      | 川村敏江                         |
| FLAG 11.0         | おしまいの日 | 倉田英之 | 岡佳広              | 岡佳広                   | 杉本幸子、北條直明                                                              | 佐村義一                         |
| FLAG 12.0         | 神以上、人間未満 | 倉田英之 | 望月智充            | 曽我準                   | 坂本千代子、安彦英二、 諏訪真弘                                                 | 川村敏江                         |
| 第2期             | |          |                     |                          |                                                                                 |                                  |
| FLAG 1.0          | 一花繚乱 | 倉田英之 | 出合小都美          | 曽我準                   | 梅津茜、諏訪真弘                                                                | 川村敏江                         |
| FLAG 2.0          | 一拳落着 | 倉田英之 | 岡佳広              | 岡佳広                   | 杉本幸子、小松英司                                                              | 佐村義一                         |
| FLAG 3.0          | 地区長、来たる。 | 倉田英之 | 望月智充            | サトウ光敏               | 山口光紀、鈴木ひろみ                                                            | 川村敏江                         |
| FLAG 4.0          | 地区長、誇りを取り戻す。 | 倉田英之 | 夕澄慶英            | 夕澄慶英                 | 小田武士                                                                        | 佐村義一                         |
| FLAG 5.0          | たどりついたらいつも雨ふり | 倉田英之 | 福田道生            | 上原秀明                 | 牧内ももこ                                                                      | 川村敏江                         |
| FLAG 6.0          | 10%の雨予報 | 倉田英之 | 加瀬充子            | 平尾みほ                 | 平野絵美、北條直明                                                              | 佐村義一                         |
| FLAG 7.0          | Singing in the Rain | 倉田英之 | 出合小都美          | 駒屋健一郎               | 杉本幸子、梅津茜                                                                | 川村敏江                         |
| FLAG 8.0 FLAG 8.5 | はじめての☆おつかい 3人でお茶を。 | 倉田英之 | サトウ光敏          | サトウ光敏               | 小松英司、鈴木ひろみ                                                            | 佐村義一                         |
| FLAG 9.0          | 2年B組長瀬先生 | 倉田英之 | 矢吹勉              | 筑紫大介                 | 平川亜喜雄、高橋優也                                                            | 川村敏江                         |
| FLAG 10.0         | スクール☆ウォーズ | 倉田英之 | 市村徹夫            | 市村徹夫                 | 牧内ももこ                                                                      | 佐村義一                         |
| FLAG 11.0         | いつも心に太陽を | 倉田英之 | 岡佳広              | 岡佳広                   | 仁井学、平野絵美、 北條直明                                                     | 川村敏江                         |
| FLAG 12.0         | サマーウォーズ | 倉田英之 | 曽我準              | 曽我準                   | 杉本幸子、梅津茜 小松英司（メカ）                                               | 佐村義一、 川村敏江、 杉本幸子   |
| 第3期             | |          |                     |                          |                                                                                 |                                  |
| FLAG 1.0          | When the Sun Goes Down | 倉田英之 | 大脊戸聡            | 駒屋健一郎               | 仁井学、梅津茜                                                                  | 川村敏江、 平野絵美              |
| FLAG 2.0          | スクランブルフォーメーション | 倉田英之 | ウシロシンジ        | 熨斗谷充孝               | 北條直明、荒川絵里花、 山本翔                                                   | 川村敏江、 平野絵美、 坂本千代子 |
| FLAG 3.0          | 5 HOME | 高橋龍也 | 津田尚克            | 江島泰男                 | 杉本幸子、鵜池一馬、 新沼大佑、山本祐子                                         | 川村敏江、 平野絵美、 坂本千代子 |
| FLAG 4.0          | Doll Roll Hall | 高橋龍也 | 望月智充            | 夕澄慶英                 | 北山景子、島田英明                                                              | 川村敏江、 平野絵美、 坂本千代子 |
| FLAG 5.0          | ぱんちDEでーと | 倉田英之 | 岡佳広              | 阿部雅司                 | 室山祥子、相澤秀亮、 市野まりあ                                                 | 川村敏江、 平野絵美、 坂本千代子 |
| FLAG 6.0          | 私について。 | 倉田英之 | 西片康人            | 浅見松雄                 | 飯飼一幸、藤田正幸、 重松晋一、都竹隆治、 武田薫、福山貴人                      | 川村敏江、 平野絵美、 坂本千代子 |
| FLAG 7.0          | Bad Medicine | 高橋龍也 | 曽我準              | 小野田雄亮               | 仁井学、梅津茜、 山本翔、鵜池一馬                                               | 川村敏江、 平野絵美、 坂本千代子 |
| FLAG 8.0          | めがみみっくす | 倉田英之 | 望月智充            | 駒屋健一郎               | 杉本幸子、北條直明、 荒川絵里花、岡崎洋美                                       | 川村敏江、 平野絵美、 坂本千代子 |
| FLAG 9.0          | Absent Lovers | 高橋龍也 | 岡佳広              | 熨斗谷充孝               | 清水恵蔵、徐正徳、 李徳好                                                       | 川村敏江、 平野絵美、 坂本千代子 |
| FLAG 10.0         | ラビリンス | 倉田英之 | 許平康              | 佐々木純人               | 相澤秀亮、市野まりあ、 小畑賢、永吉隆志、 西山忍                                | 川村敏江、 平野絵美、 坂本千代子 |
| FLAG 11.0         | SHOW ME | 倉田英之 | 曽我準              | 新田義方                 | 大石美絵、鎌田均、 重松晋一、柳瀬雄之、 松下純子、片岡康治、 田村健太郎         | 川村敏江、 平野絵美、 坂本千代子 |
| FLAG 12.0         | 初めて恋をした記憶 | 倉田英之 | 山本裕介、 さとう陽 | 大脊戸聡 さとう陽 曽我準 | 北條直明、仁井学、 梅津茜、荒川絵里花、 新沼大祐、鵜池一馬、 岡崎洋美、杉本幸子 | 川村敏江、 平野絵美、 坂本千代子 |

### 放送局
| 放送地域       | 放送局             | 放送期間                       | 放送日時                           | 放送系列                                | 備考                                |
| 第1期本放送    | 第1期本放送        | 第1期本放送                    | 第1期本放送                        | 第1期本放送                             | 第1期本放送                         |
| -------------- | ------------------ | ------------------------------ | ---------------------------------- | --------------------------------------- | ----------------------------------- |
| 関東広域圏     | テレビ東京         | 2010年10月7日 - 12月23日       | 木曜 1:50 - 2:20（水曜深夜）       | テレビ東京系列                          | 製作局                              |
| 岡山県・香川県 | テレビせとうち     | 2010年10月7日 - 12月23日       | 木曜 1:50 - 2:20（水曜深夜）       | テレビ東京系列                          |                                     |
| 北海道         | テレビ北海道       | 2010年10月7日 - 12月23日       | 木曜 2:20 - 2:50（水曜深夜）       | テレビ東京系列                          |                                     |
| 大阪府         | テレビ大阪         | 2010年10月9日 - 12月25日       | 土曜 1:53 - 2:23（金曜深夜）       | テレビ東京系列                          |                                     |
| 愛知県         | テレビ愛知         | 2010年10月12日 - 12月28日      | 火曜 1:58 - 2:28（月曜深夜）       | テレビ東京系列                          |                                     |
| 福岡県         | TVQ九州放送        | 2010年10月13日 - 12月29日      | 水曜 1:53 - 2:23（火曜深夜）       | テレビ東京系列                          |                                     |
| 日本全域       | AT-X               | 2010年10月25日 - 2011年1月10日 | 月曜 11:00 - 11:30                 | CS放送                                  | リピート放送あり                    |
| 鹿児島県       | 鹿児島テレビ       | 2010年12月10日 - 2011年3月4日  | 金曜 2:10 - 2:40（木曜深夜）       | フジテレビ系列                          |                                     |
| 第1期再放送    |                    |                                |                                    |                                         |                                     |
| 関東広域圏     | テレビ東京         | 2011年1月4日 - 3月22日         | 火曜 17:30 - 18:00 （アニメ530枠） | テレビ東京系列                          | 製作局                              |
| 北海道         | テレビ北海道       | 2011年1月4日 - 3月22日         | 火曜 17:30 - 18:00 （アニメ530枠） | テレビ東京系列                          |                                     |
| 大阪府         | テレビ大阪         | 2011年1月4日 - 3月22日         | 火曜 17:30 - 18:00 （アニメ530枠） | テレビ東京系列                          |                                     |
| 愛知県         | テレビ愛知         | 2011年1月4日 - 3月22日         | 火曜 17:30 - 18:00 （アニメ530枠） | テレビ東京系列                          |                                     |
| 岡山県・香川県 | テレビせとうち     | 2011年1月4日 - 3月22日         | 火曜 17:30 - 18:00 （アニメ530枠） | テレビ東京系列                          |                                     |
| 福岡県         | TVQ九州放送        | 2011年1月4日 - 3月22日         | 火曜 17:30 - 18:00 （アニメ530枠） | テレビ東京系列                          |                                     |
| 第2期本放送    |                    |                                |                                    |                                         |                                     |
| 関東広域圏     | テレビ東京         | 2011年4月12日 - 6月28日        | 火曜 1:30 - 2:00（月曜深夜）       | テレビ東京系列                          | 製作局                              |
| 愛知県         | テレビ愛知         | 2011年4月12日 - 6月28日        | 火曜 2:00 - 2:30（月曜深夜）       | テレビ東京系列                          |                                     |
| 福岡県         | TVQ九州放送        | 2011年4月13日 - 6月29日        | 水曜 1:53 - 2:23（火曜深夜）       | テレビ東京系列                          |                                     |
| 岡山県・香川県 | テレビせとうち     | 2011年4月14日 - 6月30日        | 木曜 1:50 - 2:20（水曜深夜）       | テレビ東京系列                          |                                     |
| 北海道         | テレビ北海道       | 2011年4月14日 - 6月30日        | 木曜 2:20 - 2:50（水曜深夜）       | テレビ東京系列                          |                                     |
| 大阪府         | テレビ大阪         | 2011年4月16日 - 7月2日         | 土曜 1:53 - 2:23（金曜深夜）       | テレビ東京系列                          |                                     |
| 日本全域       | AT-X               | 2011年4月18日 - 7月4日         | 月曜 11:00 - 11:30                 | CS放送                                  | リピート放送あり                    |
| 第2期再放送    |                    |                                |                                    |                                         |                                     |
| 関東広域圏     | テレビ東京         | 2011年7月2日 - 9月17日         | 土曜 3:50 - 4:20（金曜深夜）       | テレビ東京系列                          | 製作局                              |
| 愛知県         | テレビ愛知         | 2011年7月5日 - 10月4日         | 火曜 4:30 - 5:00（月曜深夜）       | テレビ東京系列                          |                                     |
| 大阪府         | テレビ大阪         | 2011年7月9日 - 9月24日         | 土曜 4:05 - 4:35（金曜深夜）       | テレビ東京系列                          |                                     |
| 第3期          |                    |                                |                                    |                                         |                                     |
| 関東広域圏     | テレビ東京         | 2013年7月9日 - 9月24日         | 火曜 1:35 - 2:05（月曜深夜）       | テレビ東京系列                          | 製作委員会参加                      |
| 大阪府         | テレビ大阪         | 2013年7月10日 - 9月25日        | 水曜 1:35 - 2:05（火曜深夜）       | テレビ東京系列                          |                                     |
| 韓国全域       | ANIPLUS            | 2013年7月10日 - 9月25日        | 水曜 23:00 - 23:30                 | CS放送 IP放送 ケーブルテレビ ネット配信 | 15歳以上視聴可で放送 韓国語字幕あり |
| 岡山県・香川県 | テレビせとうち     | 2013年7月11日 - 9月26日        | 木曜 1:40 - 2:10（水曜深夜）       | テレビ東京系列                          |                                     |
| 福岡県         | TVQ九州放送        | 2013年7月12日 - 9月27日        | 金曜 2:00 - 2:30（木曜深夜）       | テレビ東京系列                          |                                     |
| 北海道         | テレビ北海道       | 2013年7月13日 - 9月28日        | 土曜 2:00 - 2:30（金曜深夜）       | テレビ東京系列                          |                                     |
| 愛知県         | テレビ愛知         | 2013年7月13日 - 9月28日        | 土曜 2:05 - 2:35（金曜深夜）       | テレビ東京系列                          |                                     |
| 日本全域       | バンダイチャンネル | 2013年7月13日 - 9月28日        | 土曜 12:00 更新                    | ネット配信                              |                                     |
| 日本全域       | ニコニコ生放送     | 2013年7月13日 - 9月28日        | 土曜 23:00 - 23:30                 | ネット配信                              |                                     |
| 日本全域       | ニコニコチャンネル | 2013年7月13日 - 9月28日        | 土曜 23:30 更新                    | ネット配信                              |                                     |
| 日本全域       | AT-X               | 2013年7月18日 - 10月3日        | 木曜 22:00 - 22:30                 | CS放送                                  | リピート放送あり                    |

| テレビ東京 木曜 1:50 - 2:20（水曜深夜）          | テレビ東京 木曜 1:50 - 2:20（水曜深夜）              | テレビ東京 木曜 1:50 - 2:20（水曜深夜）                         |
| 前番組                                           | 番組名                                               | 次番組                                                          |
| ------------------------------------------------ | ---------------------------------------------------- | --------------------------------------------------------------- |
| 透輝物語 （2010年7月8日 - 9月30日）              | 神のみぞ知るセカイ （2010年10月7日 - 12月23日）      | （単発番組） ↓ バナナマンの神アプリ@ （2011年2月3日 - 9月29日） |
| テレビ東京 火曜 1:30 - 2:00（月曜深夜）          |                                                      |                                                                 |
| レベルE （2011年1月11日 - 4月5日）               | 神のみぞ知るセカイII （2011年4月12日 - 6月28日）     | 夏目友人帳 参 （2011年7月5日 - 9月27日）                        |
| テレビ東京 火曜 1:35 - 2:05（月曜深夜）          |                                                      |                                                                 |
| ハヤテのごとく! Cuties （2013年4月9日 - 7月2日） | 神のみぞ知るセカイ 女神篇 （2013年7月9日 - 9月24日） | 弱虫ペダル （2013年10月8日 - 7月1日）                           |

### BD / DVD
| 巻数                                    | 発売日                               | 収録話                     | 商品番号                                                                                        | BD特典CD内容                                                                  |
| --------------------------------------- | ------------------------------------ | -------------------------- | ----------------------------------------------------------------------------------------------- | ----------------------------------------------------------------------------- |
| 神のみぞ知るセカイ ROUTE 1.0            | 2011年1月26日                        | FLAG 1.0 FLAG 2.0          | Blu-ray初回限定版 GNXA-7071 Blu-ray通常版 GNXA-7091 DVD GNBA-7881                               | MOSAIC.WAVによる「神のみ」音楽を 8bit・インストルメンタル・アレンジした音楽CD |
| 神のみぞ知るセカイ ROUTE 2.0            | 2011年2月23日                        | FLAG 3.0 FLAG 4.0          | Blu-ray初回限定版 GNXA-7072 Blu-ray通常版 GNXA-7092 DVD GNBA-7882                               | MOSAIC.WAVによる「神のみ」音楽を 8bit・インストルメンタル・アレンジした音楽CD |
| 神のみぞ知るセカイ ROUTE 3.0            | 2011年3月11日                        | FLAG 5.0 FLAG 6.0          | Blu-ray初回限定版 GNXA-7073 Blu-ray通常版 GNXA-7093 DVD GNBA-7883                               | TVアニメ先行スペシャル キャストインタビュー映像 RE-MIX DVD                    |
| 神のみぞ知るセカイ ROUTE 4.0            | 2011年5月11日                        | FLAG 7.0 FLAG 8.0          | Blu-ray初回限定版 GNXA-7074 Blu-ray通常版 GNXA-7094 DVD GNBA-7884                               | 「恋、ヨロシクお願いします!」シトロン MCDS                                    |
| 神のみぞ知るセカイ ROUTE 5.0            | 2011年5月25日                        | FLAG 9.0 FLAG 10.0         | Blu-ray初回限定版 GNXA-7075 Blu-ray通常版 GNXA-7095 DVD GNBA-7885                               | 朗読CD「神のみぞ知るセカイ」原作 FLAG.6/汐宮栞                                |
| 神のみぞ知るセカイ ROUTE 6.0            | 2011年6月22日                        | FLAG 11.0 FLAG 12.0        | Blu-ray初回限定版 GNXA-7076 Blu-ray通常版 GNXA-7096 DVD GNBA-7886                               | WEBラジオ 神のみぞ知るセカイ #1-#3                                            |
| 神のみぞ知るセカイII ROUTE 1.0          | 2011年7月27日                        | FLAG 1.0 FLAG 2.0          | Blu-ray初回限定版 GNXA-7077 Blu-ray通常版 GNXA-7097 DVD GNBA-7887                               | WEBラジオ 神のみぞ知るセカイ #4-#6                                            |
| 神のみぞ知るセカイII ROUTE 2.0          | 2011年8月31日                        | FLAG 3.0 FLAG 4.0          | Blu-ray初回限定版 GNXA-7078 Blu-ray通常版 GNXA-7098 DVD GNBA-7888                               | サントラCD未収録BGM集 CD                                                      |
| 神のみぞ知るセカイII ROUTE 3.0          | 2011年9月28日                        | FLAG 5.0 FLAG 6.0          | Blu-ray初回限定版 GNXA-7079 Blu-ray通常版 GNXA-7099 DVD GNBA-7889                               | WEBラジオ 神のみぞ知るセカイ #7-#9                                            |
| 神のみぞ知るセカイII ROUTE 4.0          | 2011年10月26日                       | FLAG 7.0 FLAG 8.0 FLAG 8.5 | Blu-ray初回限定版 GNXA-7080 Blu-ray通常版 GNXA-7100 DVD GNBA-7890                               | 「初めて恋をした記憶」小阪ちひろ starring 阿澄佳奈 MCDS                       |
| 神のみぞ知るセカイII ROUTE 5.0          | 2011年11月30日                       | FLAG 9.0 FLAG 10.0         | Blu-ray初回限定版 GNXA-7081 Blu-ray通常版 GNXA-7101 DVD GNBA-7891                               | 店頭用ナレーション集                                                          |
| 神のみぞ知るセカイII ROUTE 6.0          | 2011年12月28日                       | FLAG 11.0 FLAG 12.0        | Blu-ray初回限定版 GNXA-7082 Blu-ray通常版 GNXA-7102 DVD GNBA-7892                               | WEBラジオ 神のみぞ知るセカイ #10-#12                                          |
| 「神のみぞ知るセカイ 女神篇」 ROUTE 1.0 | 2013年9月25日から変更 2013年10月30日 | FLAG 1.0 FLAG 2.0          | Blu-ray初回限定版 GNXA-7083 Blu-ray通常版 GNXA-7103 DVD初回限定版 GNBA-7893 DVD通常版 GNBA-7873 | WEBラジオ 神のみぞ知るセカイ                                                  |
| 「神のみぞ知るセカイ 女神篇」 ROUTE 2.0 | 2013年11月27日                       | FLAG 3.0 FLAG 4.0          | Blu-ray初回限定版 GNXA-7084 Blu-ray通常版 GNXA-7104 DVD初回限定版 GNBA-7894 DVD通常版 GNBA-7874 | WEBラジオ 神のみぞ知るセカイ〜落とし神 Calling you〜 （MP3収録）              |
| 「神のみぞ知るセカイ 女神篇」 ROUTE 3.0 | 2013年12月11日                       | FLAG 5.0 FLAG 6.0          | Blu-ray初回限定版 GNXA-7085 Blu-ray通常版 GNXA-7105 DVD初回限定版 GNBA-7895 DVD通常版 GNBA-7875 | WEBラジオ 神のみぞ知るセカイ〜落とし神 Calling you〜 （MP3収録）              |
| 「神のみぞ知るセカイ 女神篇」 ROUTE 4.0 | 2013年12月25日                       | FLAG 7.0 FLAG 8.0          | Blu-ray初回限定版 GNXA-7086 Blu-ray通常版 GNXA-7106 DVD初回限定版 GNBA-7896 DVD通常版 GNBA-7876 | WEBラジオ 神のみぞ知るセカイ〜落とし神 Calling you〜 （MP3収録）              |
| 「神のみぞ知るセカイ 女神篇」 ROUTE 5.0 | 2014年1月29日                        | FLAG 9.0 FLAG 10.0         | Blu-ray初回限定版 GNXA-7087 Blu-ray通常版 GNXA-7107 DVD初回限定版 GNBA-7897 DVD通常版 GNBA-7877 | WEBラジオ 神のみぞ知るセカイ〜落とし神 Calling you〜 （MP3収録）              |
| 「神のみぞ知るセカイ 女神篇」 ROUTE 6.0 | 2014年2月26日                        | FLAG 11.0 FLAG 12.0        | Blu-ray初回限定版 GNXA-7088 Blu-ray通常版 GNXA-7108 DVD初回限定版 GNBA-7898 DVD通常版 GNBA-7878 | WEBラジオ 神のみぞ知るセカイ〜落とし神 Calling you〜 （MP3収録）              |

DVD-BOX・Blu-ray Box
| 巻数                                  | 発売日         | 通常版    | 収録話                   |
| ------------------------------------- | -------------- | --------- | ------------------------ |
| 神のみぞ知るセカイ DVD-SET            | 2013年9月25日  | GNBA-5740 | 第1話 - 第12話           |
| 神のみぞ知るセカイII DVD-SET          | 2013年9月25日  | GNBA-5741 | 第1話 - 第12話           |
| 神のみぞ知るセカイ Blu-ray Box        | 2013年9月25日  | GNXA-7070 | 1期12話 2期12話 OVA全3話 |
| 神のみぞ知るセカイ 女神篇 Blu-ray BOX | 2015年12月25日 | GNXA-1707 | 第1話 - 第12話           |

### イベント・ライブ（DVD/BD）
- 中川かのんデビューイベント2010 WINTER“ゆーでぃーえっくす制圧!いっくよー!”（2010年12月4日、秋葉原UDX）
- 中川かのん starring 東山奈央／夏色サプライズ 発売記念イベント〜秋かもね!恋かもね!〜（2011年10月29日、ラフォーレミュージアム六本木）
- 中川かのん starring 東山奈央 1st コンサート2012 Ribbon Revolution（2012年2月12日、日比谷公会堂）CD+BD/DVD：2012年5月30日
  - 「特典CD」東山奈央さん録り下ろしメッセージをボーナストラック収録
  - BD/DVD：オーディオコメンタリー（出演：東山奈央さん、早見沙織さん、若木民喜先生）
- 「ハヤテのごとく！」×「神のみぞ知るセカイ」・ジョイントコンサート2013年 『本日、満開桜色』 「神のみぞ知るセカイ」から「中川かのん役」（2013年4月21日、パシフィコ横浜・国立大ホール）BD/DVD：2013年8月28日
  - 「特典CD」東山奈央のかのんのおとBirthdayスペシャル2013　『ラジオ生放送　いっくよ―！桜色ヒナ祭り！』
  - パーソナリティ：東山奈央 ゲスト：伊藤 静／山崎はるか／zopp（作詞家）／甲 克裕（音楽ディレクター） コメントゲスト：早見沙織
  - ※2013年3月3日（日）U-streamにて生配信したものをMP3収録
  - BD/DVD：オーディオコメンタリー（出演：伊藤 静・東山奈央・早見沙織・山崎はるか）

- 中川かのん starring 東山奈央 2nd コンサート2014 Ribbon Illusion（2014年2月22日、舞浜アンフィシアター）BD/DVD：2014年5月28日
  - 「特典CD」「Ribbon Combination〜KANON Medley」（サウンドプロデュース：前口 渉）
  - BD/DVD：オーディオコメンタリー（出演：東山奈央・若木民喜・酒巻光宏・増田武史・川崎里実・甲 克裕）

## OVA
単行本の付属DVDとして発売。その後アニメ第3期・女神篇の放映に合わせて、OVAのみ収録されたBlu-ray版が順次発売された。また「神のみぞ知るセカイ Blu-ray Box」にも収録されている。女神篇のTV放送の最終回の次週、特別篇として『かのん100%』がTV放映された。
『4人とアイドル』
2011年9月16日発売の単行本第14巻限定版の付録DVD。ちひろ達のバンドが軽音楽部「2B PENCILS」を結成するまでのエピソード。
テレビアニメ第2期終了時点でまだ登場していない結は、エンディングに書き割りで登場している。
『天理篇・前篇［再会］』『天理篇・後篇［邂逅］』
2012年10月18日発売の単行本第19巻限定版DVDに前篇、12月18日発売の第20巻限定版DVDに後篇を収録。原作第7巻から始まる長編エピソード『女神篇』をアニメ化。
『マジカル☆スター かのん100%』
2013年6月18日発売の単行本第22巻特別版に収録のスピンオフ作品。一部のキャラクターが共通するほかは、漫画版とストーリーが異なっている。また、同じマングローブ制作の『ハヤテのごとく! Cuties』第6話では三千院ナギが、漫画版第1話が掲載された『サンデー』を読んでいる描写がある。

### スタッフ（OVA）
『4人とアイドル』
- 制作 - ジェネオン・ユニバーサル・エンターテイメント
- 製作 - 小学館

ほか、テレビアニメ第2期と同様。
『天理篇』
- 監督 - 大脊戸聡
- 美術監督 - 岩永綾子
- 制作 - ジェネオン・ユニバーサル・エンターテイメント
- 製作 - 小学館

ほか、テレビアニメ第2期と同様。
『マジカル☆スター かのん100%』
- 監督 - 加瀬充子
- 原案協力 - 則松康郎
- 制作 - ジェネオン・ユニバーサル・エンターテイメント
- 製作 - 小学館

ほか、テレビアニメ第2期と同様。

### 主題歌（OVA）
『4人とアイドル』
オープニングテーマ「夏色サプライズ」
作詞 - zopp / 作曲・編曲 - 渡辺拓也 / 歌 - 中川かのん starring 東山奈央
エンディングテーマ「初めて恋をした記憶」
作詞・作曲 - mixakissa / 編曲 - 渡辺拓也 / 歌 - 小阪ちひろ starring 阿澄佳奈
それぞれ初回限定盤付属DVDに新作アニメによるPVを収録。

『天理篇』
「ヒカリノキセキ」（前篇［再会］）
作詞 - 漆野淳哉 / 作曲 - 佐々倉有吾 / 編曲 - 前口渉 / 歌 - eyelis
「未来への扉」（後篇［邂逅］）
作詞 - 西田恵美 / 作曲 - 渡辺拓也 / 編曲 - 前口渉 / 歌 - eyelis

『マジカル☆スター かのん100%』
全歌 - 中川かのん starring 東山奈央。
オープニングテーマ「かのん100%」
作詞 - zopp / 作曲 - 田中俊亮 / 編曲 - 渡辺拓也
エンディングテーマ「君色ラブソング」
作詞 - zopp / 作曲 - 渡辺翔 / 編曲 - 佐々木裕
挿入歌
「ハッピークレセント」
作詞 - zopp / 作曲 - 山口朗彦 / 編曲 - 前口渉
「らぶこーる」
作詞 - 若木民喜 / 作曲 - 川崎里実 / 編曲 - 前嶋康明
「LOVE KANON」
作詞 - zopp / 作曲 - 飯岡隆志 / 編曲 - 増田武史

### 各話リスト（OVA）
| 収録巻 | サブタイトル               | 脚本     | 絵コンテ | 演出          | 作画監督                                   | 総作画監督        |
| ------ | -------------------------- | -------- | -------- | ------------- | ------------------------------------------ | ----------------- |
| 第14巻 | 4人とアイドル              | 倉田英之 | 曽我準   | 曽我準 岡佳広 | 小松英司、平野絵美 北條直明                | 杉本幸子 川村敏江 |
| 第19巻 | 天理篇・前篇［再会］       | 倉田英之 | 大脊戸聡 | サトウ光敏    | 仁井学、新沼大祐 梅津茜、小林雅美          | 川村敬江          |
| 第20巻 | 天理篇・後篇［邂逅］       | 倉田英之 | 大脊戸聡 | 大脊戸聡      | 仁井学、新沼大祐 梅津茜、北條直明          | 川村敬江          |
| 第22巻 | マジカル☆スター かのん100% | 川邊優子 | 加瀬充子 | 駒屋健一郎    | 仁井学、梅津茜 新沼大祐、北條直明 平野絵美 | 平野絵美 川村敏江 |

### BD（OVA）
| サブタイトル               | 発売日        | 収録話                    | 商品番号  |
| -------------------------- | ------------- | ------------------------- | --------- |
| 4人とアイドル              | 2013年9月25日 |                           | GNXA-7030 |
| 神のみぞ知るセカイ 天理篇  | 2013年9月25日 | 前篇［再会］ 後篇［邂逅］ | GNXA-7040 |
| マジカル☆スター かのん100% | 2014年2月19日 |                           | GNXA-7049 |

また「神のみぞ知るセカイ Blu-ray Box」にも収録（テレビアニメの「BD / DVD」項目参照）。

## WEBラジオ
「神のみぞ知るセカイ〜落とし神Calling you〜」（かみのみぞしるセカイ おとしがみコーリンユー）のタイトルで2011年2月23日から2011年7月27日まで音泉にて隔週水曜日に配信された。全12回。
『女神篇』のTVアニメ放送に合わせて、ラジオ第2期が2013年7月3日から2014年1月29日まで配信された。第1回は「『神のみぞ知るセカイ 女神篇』放送開始直前スペシャル 東山奈央のかのんのおと拡大版 ラジオ制圧いっくよー！」として、パーソナリティは東山奈央（中川かのん 役）で配信された。
「神のみラジオ」とも呼称される。

### 概要
毎回テーマを設けそれに沿ったトークを展開していき、エンディングにて桂馬役の下野がそれらからテーマに対して結論を導き出し“駆け魂を勾留”していくという内容。
番組内ではかのん役の東山奈央が司会するミニ番組「東山奈央のかのんのおと」や、本作品の原作者である若木民喜とテレビアニメのシリーズ構成を担当する倉田英之による対談トークが合間に入っている。

### パーソナリティ
- 下野紘（桂木桂馬 役）
- 伊藤かな恵（エルシィ 役）
- 東山奈央（中川かのん 役：ミニ番組担当）

### ゲスト
第1期
- 小清水亜美（春日楠 役：第4回）
- 阿澄佳奈（小阪ちひろ 役：第7回）
- 早見沙織（ハクア 役：第8回・第9回）
- 東山奈央（中川かのん 役：第12回）

第2期
- 名塚佳織（鮎川天理 役：第3回）
- 伊藤かな恵（エルシィ 役：第6回）
- 早見沙織（ハクア 役：第6回・第7回）
- 阿澄佳奈（小阪ちひろ 役：第11回）
- 東山奈央（中川かのん 役：第12回）
- 酒巻光宏（リョーくん 役など：第12回）

### 主題歌（ラジオ）
オープニングテーマ
第1期
「God only knows 第三幕」（第1回 - 第4回）
歌：Oratorio The World God Only Knows
「A Whole New World God Only Knows」（第5回 - 第12回）
歌：Oratorio The World God Only Knows
第2期
「かのん100%」（第1回）
歌：中川かのん starring 東山奈央
「God only knows -Secrets of the Goddess-（Extract）」（第2回）
歌：Oratorio The World God Only Knows
「God only knows -Secrets of the Goddess- 」（第3回 - 第6回）
歌：Oratorio The World God Only Knows
「初めて恋をした記憶」（第7回、第8回）
歌：2B PENCILS ＆ 中川かのん
「World Fortune〜セカイノユクエ〜」（第9回 - 第10回）
歌：駆け魂隊 starring 伊藤かな恵＆早見沙織（エルシィ＆ハクア）
「キャッチ・ザ・レインボー」（第11回）
歌：2B PENCILS with 学食のおばちゃん
「God only knows 第三幕」（第12回）
歌：Oratorio The World God Only Knows
「God only knows -Secrets of the Goddess- 」（第12回）
歌：Oratorio The World God Only Knows
エンディングテーマ
第1期
「コイノシルシ」（第1回 - 第4回、第12回）
歌：神のみぞ知り隊（伊藤かな恵、竹達彩奈、悠木碧、東山奈央、花澤香菜）
「アイノヨカン」（第5回 - 第11回）
歌：神のみぞ知り隊（伊藤かな恵、早見沙織、小清水亜美、阿澄佳奈、豊崎愛生）
第2期
「君色ラブソング」（第1回）
歌：中川かのん starring 東山奈央
「キズナノユクエ feat 中川かのん」（第2回）
歌：中川かのん starring 東山奈央
「キズナノユクエ feat 鮎川天理」（第3回）
歌：鮎川天理 starring 名塚佳織
「キズナノユクエ feat 九条月夜」（第4回）
歌：九条月夜 starring 井口裕香
「キズナノユクエ feat 五位堂結」（第5回）
歌：五位堂結 starring 高垣彩陽
「キズナノユクエ feat ユピテルの姉妹」（第6回 - 第10回）
歌：ユピテルの姉妹（井口裕香、東山奈央、名塚佳織、花澤香菜、高垣彩陽、竹達彩奈）
「コイノシルシ／女神篇・最終回バージョン」（第11回）
歌：神のみぞ知り隊（伊藤かな恵、竹達彩奈、悠木碧、東山奈央、花澤香菜）
「コイノシルシ」（第12回）
歌：off vocal バージョン

## 神のみ好きな○○ランキング
- 神のみぞ知るセカイ・女神篇にて公式サイトで開催、対象は「第1期・第2期・OVA・第3期/女神篇」で発売と放送した物。途中経過までは公式サイトにて表記された。また、好きな楽曲の最終結果はラジオ第2期「神のみぞ知るセカイ〜落とし神Calling you〜」第12回にて発表した。最終結果はその後、公式サイトにて記載された。

「神のみ好きな楽曲 ランキング」
- 最終結果

「神のみ好きなエピソード ランキング」
- 最終結果

## ソーシャルゲーム
ONE-UPの開発によって、2013年8月22日よりGREE（グリー）で、2013年12月4日よりMobage（DeNA）でソーシャルカードゲーム『神のみぞ知るセカイ SOUL MEMORIES』が配信された。2014年8月20日終了。